# Wildenstein (Francja)
Wildenstein – miejscowość i gmina we Francji, w regionie Grand Est, w departamencie Górny Ren.
Według danych na rok 1990 gminę zamieszkiwało 189 osób, a gęstość zaludnienia wynosiła 19 osób/km² (wśród 903 gmin Alzacji Wildenstein plasuje się na 669. miejscu pod względem liczby ludności, natomiast pod względem powierzchni na miejscu 250.).